# Inodesmus urbanus
Inodesmus urbanus es una especie de diplópodo de la familia Haplodesmidae.

## Distribución
Se encuentra en Sídney, Australia.